# Eunapius conifer
Eunapius conifer är en svampdjursart som först beskrevs av Annandale 1916.  Eunapius conifer ingår i släktet Eunapius och familjen Spongillidae. Inga underarter finns listade i Catalogue of Life.